# Markovac (żupania istryjska)
Markovac – wieś w Chorwacji, w żupanii istryjskiej, w gminie Višnjan. W 2011 roku liczyła 163 mieszkańców.